# Pleasant Hills (Ohio)
Pleasant Hills é um lugar designado pelo censo localizado no condado de Hamilton no estado estadounidense de Ohio. No Censo de 2010 tinha uma população de 606 habitantes e uma densidade populacional de 709,02 pessoas por km².

## Geografia
Pleasant Hills encontra-se localizado nas coordenadas 39° 14′ 11″ N, 84° 31′ 24″ O. Segundo o Departamento do Censo dos Estados Unidos, Pleasant Hills tem uma superfície total de 0.85 km², da qual 0.85 km² correspondem a terra firme e (0%) 0 km² é água.

## Demografia
Segundo o censo de 2010, tinha 606 pessoas residindo em Pleasant Hills. A densidade populacional era de 709,02 hab./km². Dos 606 habitantes, Pleasant Hills estava composto pelo 43.56% brancos, 52.97% eram afroamericanos, 0% eram amerindios, 0.83% eram asiáticos, 0% eram insulares do Pacífico, 0.83% eram de outras raças e o 1.82% pertenciam a duas ou mais raças. Do total da população 0.33% eram hispanos ou latinos de qualquer raça.